# Hugo Buyla
Hugo Buyla Sam (Saragozza, 8 marzo 2005) è un calciatore equatoguineano con cittadinanza spagnola, difensore dell'América e della nazionale equatoguineana.

## Carriera

### Club
Ha iniziato a giocare a calcio con l'El Olivar ed il Real Saragozza, prima di trasferirsi in Italia all'Atalanta nel 2021. Nel 2023 è stato ceduto in prestito alla Sampdoria, con cui ha esordito il 31 ottobre nell'incontro di Coppa Italia perso per 4-0 contro la Salernitana.

### Nazionale
Ha ricevuto la prima convocazione dalla nazionale equatoguineana nel novembre del 2023 per due incontri di qualificazione per il Mondiale 2026 contro Namibia e Liberia. Poche settimane dopo è stato incluso nella lista finale dei convocati per la Coppa d'Africa 2023. Ha debuttato il 9 aprile nell'incontro amichevole pareggiato per 1-1 contro Gibuti.

## Statistiche

### Presenze e reti nei club
Statistiche aggiornate al 17 febbraio 2023.
| Stagione        | Squadra         | Campionato      | Campionato | Campionato | Coppe nazionali | Coppe nazionali | Coppe nazionali | Coppe continentali | Coppe continentali | Coppe continentali | Altre coppe | Altre coppe | Altre coppe | Totale | Totale | Totale |
| Stagione        | Squadra         | Comp            | Pres       | Reti       | Comp            | Pres            | Reti            | Comp               | Pres               | Reti               | Comp        | Pres        | Reti        | Pres   | Reti   |        |
| --------------- | --------------- | --------------- | ---------- | ---------- | --------------- | --------------- | --------------- | ------------------ | ------------------ | ------------------ | ----------- | ----------- | ----------- | ------ | ------ | ------ |
| 2023-2024       | Sampdoria       | B               | 0          | 0          | CI              | 1               | 0               |                    | -                  | -                  |             | -           | -           | 1      | 0      |        |
| 2024-2025       | América         | LMX             | 0          | 0          | -               | -               | -               | LC+CCC             | 0+-                | 0+-                | SLMX+CC     | -+0         | -+0         | 1      | 0      |        |
| Totale carriera | Totale carriera | Totale carriera | 0          | 0          |                 | 1               | 0               |                    | -                  | -                  |             | -           | -           | 1      | 0      |        |

### Cronologia presenze e reti in nazionale
| Cronologia completa delle presenze e delle reti in nazionale ― Guinea Equatoriale | Cronologia completa delle presenze e delle reti in nazionale ― Guinea Equatoriale | Cronologia completa delle presenze e delle reti in nazionale ― Guinea Equatoriale | Cronologia completa delle presenze e delle reti in nazionale ― Guinea Equatoriale | Cronologia completa delle presenze e delle reti in nazionale ― Guinea Equatoriale | Cronologia completa delle presenze e delle reti in nazionale ― Guinea Equatoriale | Cronologia completa delle presenze e delle reti in nazionale ― Guinea Equatoriale | Cronologia completa delle presenze e delle reti in nazionale ― Guinea Equatoriale |
| Data                                                                              | Città                                                                             | In casa                                                                           | Risultato                                                                         | Ospiti                                                                            | Competizione                                                                      | Reti                                                                              | Note                                                                              |
| --------------------------------------------------------------------------------- | --------------------------------------------------------------------------------- | --------------------------------------------------------------------------------- | --------------------------------------------------------------------------------- | --------------------------------------------------------------------------------- | --------------------------------------------------------------------------------- | --------------------------------------------------------------------------------- | --------------------------------------------------------------------------------- |
| 9-1-2024                                                                          | Malabo                                                                            | Guinea Equatoriale                                                                | 1 – 1                                                                             | Gibuti                                                                            | Amichevole                                                                        | -                                                                                 | 68’                                                                               |
| Totale                                                                            |                                                                                   | Presenze                                                                          | 1                                                                                 |                                                                                   | Reti                                                                              | 0                                                                                 |                                                                                   |